# Jan Baptist Morel

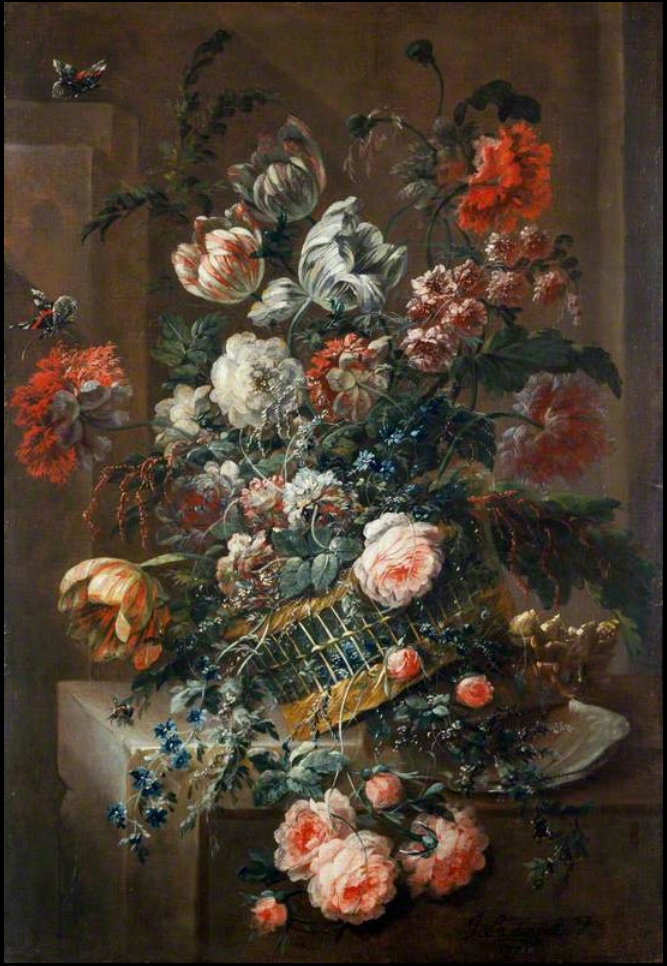
Pieza floral con tulipanes abigarrados

Jan Baptist Morel o Jean Baptiste Morel (1662-1732) fue un pintor flamenco de bodegones especializado en piezas de flores y guirnaldas. Fue un artista de éxito que trabajó en Amberes y Bruselas. 

## Vida
Jan Baptist Morel nació en Amberes, donde fue bautizado el 26 de octubre de 1662.  Estudió hacia 1674 con el pintor de bodegones de Amberes Nicolaes van Verendael, especializado en piezas florales y guirnaldas. 

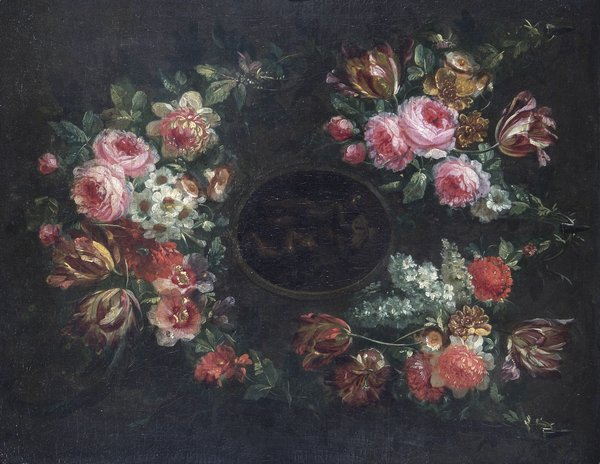
Guirnalda de flores alrededor de un medallón con putti

Alcanzó el éxito como pintor en Amberes. Se casó con Maria Lomboy el 2 de febrero de 1689. La pareja tuvo seis hijos. Tras la muerte de su esposa en 1696, fue llamado a Bruselas. En aquella época había una importante demanda de su obra para decorar los edificios que se estaban reconstruyendo tras el bombardeo de Bruselas por los franceses.  Se convirtió en miembro del Gremio de San Lucas de Bruselas en 1699.  Obtuvo encargos de Maximiliano II Emanuel, elector de Baviera, el gobernador de los Países Bajos del Sur, cuyos palacios en Bruselas decoró. 
Regresó a Amberes en 1710 como hombre rico. Se casó por segunda vez con Anne-Marie van Heymissen, procedente de una familia aristocrática de Bruselas. Tuvo problemas con el gremio local de San Lucas, ya que se negó a unirse a él. El gremio llegó a confiscar las obras que había expuesto. Los cuadros fueron vendidos por el Gremio en 1713. 

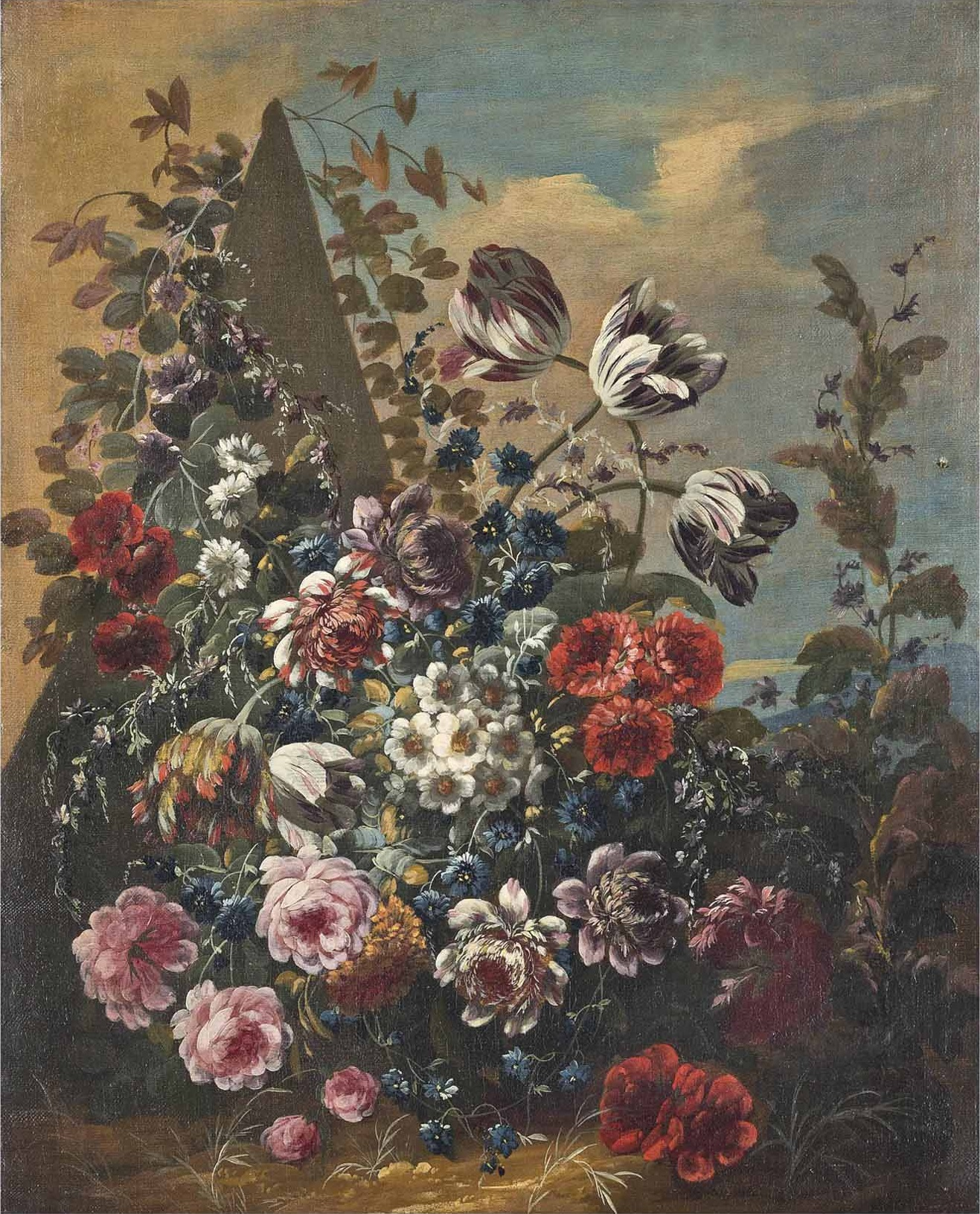
Flores ante una pirámide esculpida

Se tiene constancia de que Morel regresó a Bruselas en 1729, donde se había reincorporado al gremio local. Se cree que murió en Bruselas en 1732. 

## Obra
Al igual que su maestro Nicolaes van Verendael, Morel fue un pintor de bodegones especializado en piezas florales y guirnaldas.
Sus "cuadros de guirnaldas" se remontan a un género de representación de flores inventado a principios del siglo XVII en Amberes por Jan Brueghel el Viejo. El género fue practicado posteriormente por los principales pintores flamencos de bodegones, como Daniel Seghers. Los cuadros de este género suelen mostrar una guirnalda de flores o, con menos frecuencia, de frutas alrededor de una imagen devocional o un retrato. En el desarrollo posterior del género, la imagen devocional fue sustituida por otros temas, como retratos, temas mitológicos y escenas alegóricas

Los cuadros de guirnaldas solían ser colaboraciones entre un pintor de bodegones y otro de figuras. A veces, el pintor de bodegones pintaba la guirnalda y sólo mucho más tarde otro pintor añadía las figuras o la imagen en el centro. En algunas de las pinturas de guirnaldas que se han conservado, el centro nunca fue rellenado por una imagen. La cartela del centro de las pinturas de guirnaldas de Morel solía estar llena de imágenes religiosas y retratos. La Virgen anunciada en un nicho tallado con una guirnalda floral y su pieza complementaria Cristo como salvator mundi en un nicho tallado con una guirnalda floral (subastada en Sotheby's el 29 y 30 de enero de 2016, Nueva York, lote 691) son ejemplos de pinturas de guirnaldas de Morel. Estos cuadros fueron atribuidos en una subasta anterior de Christie's a Jan Baptist Bosschaert, un pintor contemporáneo de bodegones con cuya obra las composiciones de Morel guardan una gran similitud. En la Mauritshuis de La Haya se conservan dos cuadros de guirnaldas atribuidos al artista con el retrato de un hombre y una mujer en el centro, respectivamente.

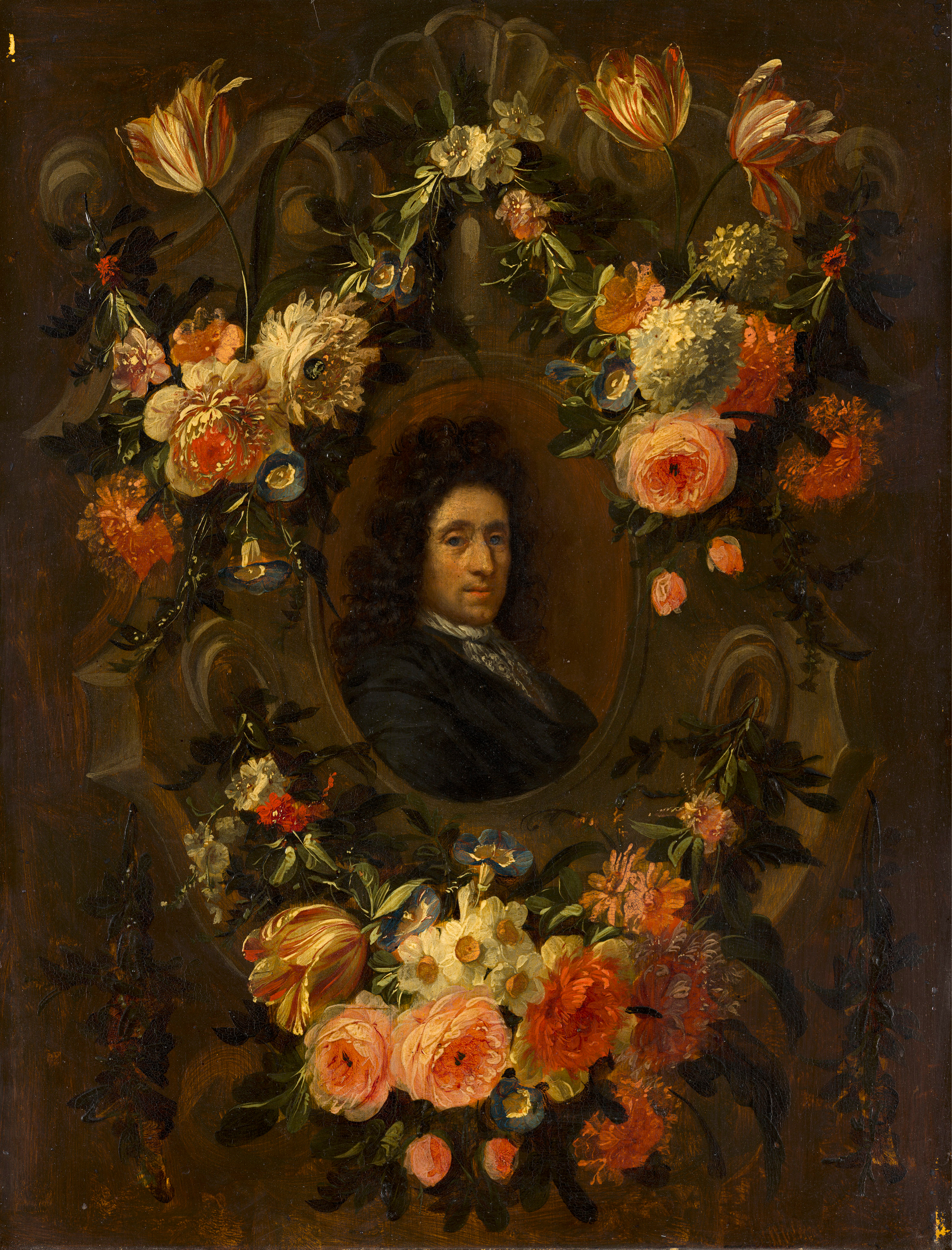
Retrato de un hombre rodeado por una corona de flores
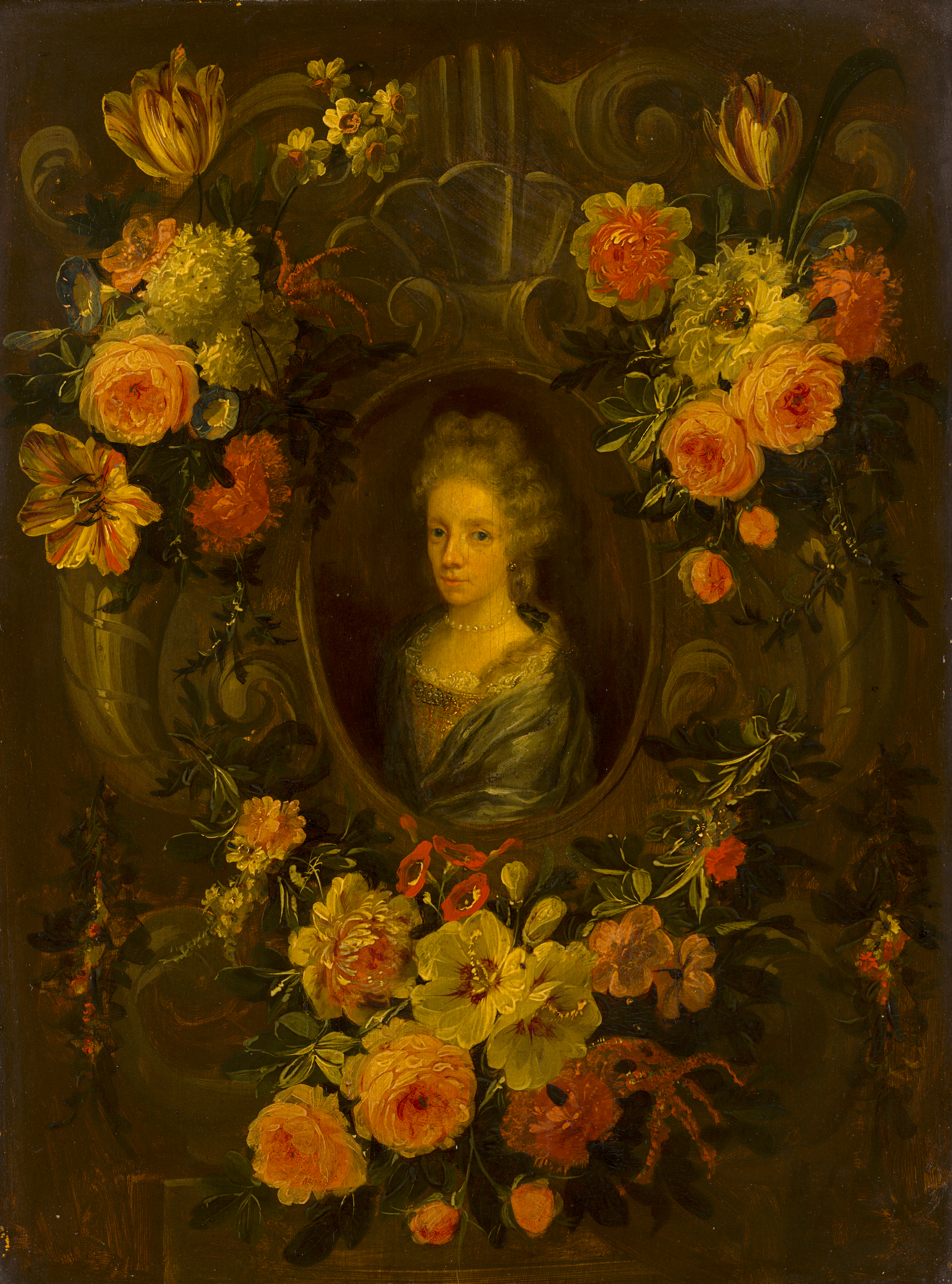
Retrato de una dama rodeada por una corona de flores